# Kováčová (Banská Bystrica)
Kováčová (in ungherese Kovácsfalva) è un comune della Slovacchia facente parte del distretto di Zvolen, nella regione di Banská Bystrica.